# Mannschaftsaufstellungen der Schacholympiade der Frauen 1982
Die Tabellen nennen die Aufstellung der Mannschaften bei der Schacholympiade der Frauen 1982 in Luzern. Es beteiligten sich 45 Mannschaften, darunter eine B-Mannschaft des Gastgeberlandes, die außer Konkurrenz und ohne Platzierung geführt wurde. Sie absolvierten ein Turnier über 14 Runden im Schweizer System. Zu jedem Team gehörten drei Spielerinnen und maximal eine Ersatzspielerin. Für die Platzierung der Mannschaften waren die Brettpunkte vor der Buchholz-Wertung und den Mannschaftspunkten maßgeblich. 

## Mannschaften

### 1. Sowjetunion
| Platz | Land                 | G  | R | V | Brettp. | Mannschaftsp. |
| ----- | -------------------- | -- | - | - | ------- | ------------- |
| 1     | Sowjetunion          | 13 | 1 | 0 | 33      | 27            |
| Brett | Spielerin            | G  | R | V | Punkte  | Partien       |
| 1     | Maia Tschiburdanidse | 06 | 6 | 0 | 9       | 12            |
| 2     | Nana Alexandria      | 06 | 3 | 0 | 7,5     | 9             |
| 3     | Nona Gaprindaschwili | 10 | 3 | 0 | 11,5    | 13            |
| R     | Nana Iosseliani      | 04 | 2 | 2 | 5       | 8             |

### 2. Rumänien
| Platz | Land                    | G  | R | V | Brettp. | Mannschaftsp. |
| ----- | ----------------------- | -- | - | - | ------- | ------------- |
| 2     | Rumänien                | 10 | 2 | 2 | 30      | 22            |
| Brett | Spielerin               | G  | R | V | Punkte  | Partien       |
| 1     | Margareta Mureșan       | 02 | 5 | 3 | 4,5     | 10            |
| 2     | Marina Pogorevici       | 07 | 1 | 3 | 7,5     | 11            |
| 3     | Daniela Nuţu-Terescenko | 10 | 2 | 0 | 11      | 12            |
| R     | Elisabeta Polihroniade  | 06 | 2 | 1 | 7       | 9             |

### 3. Ungarn
| Platz | Land                        | G | R | V | Brettp. | Mannschaftsp. |
| ----- | --------------------------- | - | - | - | ------- | ------------- |
| 3     | Ungarn                      | 7 | 5 | 2 | 26      | 19            |
| Brett | Spielerin                   | G | R | V | Punkte  | Partien       |
| 1     | Zsuzsa Verőci-Petronić      | 7 | 7 | 0 | 10,5    | 14            |
| 2     | Mária Ivánka                | 3 | 5 | 4 | 5,5     | 12            |
| 3     | Mária Porubszky-Angyalosine | 8 | 2 | 2 | 9       | 12            |
| R     | Tünde Csonkics              | 0 | 2 | 2 | 1       | 4             |

### 4. Polen
| Platz | Land                    | G | R | V | Brettp. | Mannschaftsp. |
| ----- | ----------------------- | - | - | - | ------- | ------------- |
| 4     | Polen                   | 8 | 3 | 3 | 25,5    | 19            |
| Brett | Spielerin               | G | R | V | Punkte  | Partien       |
| 1     | Hanna Ereńska-Radzewska | 2 | 4 | 3 | 4       | 9             |
| 2     | Agnieszka Brustman      | 4 | 4 | 3 | 6       | 11            |
| 3     | Małgorzata Wiese        | 7 | 3 | 2 | 8,5     | 12            |
| R     | Grażyna Szmacińska      | 5 | 4 | 1 | 7       | 10            |

### 5. China
| Platz | Land                | G | R | V | Brettp. | Mannschaftsp. |
| ----- | ------------------- | - | - | - | ------- | ------------- |
| 5     | Volksrepublik China | 7 | 4 | 3 | 24,5    | 18            |
| Brett | Spielerin           | G | R | V | Punkte  | Partien       |
| 1     | Liu Shilan          | 4 | 7 | 3 | 7,5     | 14            |
| 2     | Wu Mingqian         | 6 | 5 | 3 | 8,5     | 14            |
| 3     | An Yangfeng         | 7 | 3 | 4 | 8,5     | 14            |

### 6. Deutschland
| Platz | Land             | G | R | V | Brettp. | Mannschaftsp. |
| ----- | ---------------- | - | - | - | ------- | ------------- |
| 6     | BR Deutschland   | 5 | 6 | 3 | 24,5    | 16            |
| Brett | Spielerin        | G | R | V | Punkte  | Partien       |
| 1     | Barbara Hund     | 4 | 7 | 2 | 7,5     | 13            |
| 2     | Gisela Fischdick | 3 | 8 | 1 | 7       | 12            |
| 3     | Petra Feustel    | 4 | 7 | 1 | 7,5     | 12            |
| R     | Anni Laakmann    | 2 | 1 | 2 | 2,5     | 5             |

### 7. Schweden
| Platz | Land                        | G | R | V | Brettp. | Mannschaftsp. |
| ----- | --------------------------- | - | - | - | ------- | ------------- |
| 7     | Schweden                    | 7 | 2 | 5 | 24      | 16            |
| Brett | Spielerin                   | G | R | V | Punkte  | Partien       |
| 1     | Pia Cramling                | 9 | 4 | 1 | 11      | 14            |
| 2     | Borislava Borisova-Ornstein | 5 | 5 | 4 | 7,5     | 14            |
| 3     | Margaretha Aatolainen       | 5 | 0 | 4 | 5       | 9             |
| R     | Christina Nyberg            | 0 | 1 | 4 | 0,5     | 5             |

### 8. Niederlande
| Platz | Land                 | G | R | V | Brettp. | Mannschaftsp. |
| ----- | -------------------- | - | - | - | ------- | ------------- |
| 8     | Niederlande          | 7 | 2 | 5 | 23,5    | 16            |
| Brett | Spielerin            | G | R | V | Punkte  | Partien       |
| 1     | Corry Vreeken        | 2 | 2 | 6 | 3       | 10            |
| 2     | Carla Bruinenberg    | 4 | 2 | 4 | 5       | 10            |
| 3     | Erika Belle          | 8 | 3 | 1 | 9,5     | 12            |
| R     | Hanneke van Parreren | 4 | 4 | 2 | 6       | 10            |

### 9. Indien
| Platz | Land                      | G | R | V | Brettp. | Mannschaftsp. |
| ----- | ------------------------- | - | - | - | ------- | ------------- |
| 9     | Indien                    | 7 | 2 | 5 | 23,5    | 16            |
| Brett | Spielerin                 | G | R | V | Punkte  | Partien       |
| 1     | Rohini Khadilkar          | 7 | 2 | 5 | 8       | 14            |
| 2     | Jayshree Khadilkar        | 5 | 5 | 4 | 7,5     | 14            |
| 3     | Vasanti Khadilkar         | 6 | 4 | 3 | 8       | 13            |
| R     | Bhagyashree Sathe Thipsay | 0 | 0 | 1 | 0       | 1             |

Indien gewann das erste Spiel kampflos gegen die nicht angereiste Mannschaft aus der Dominikanischen Republik. Dieses Ergebnis ist in der Mannschaftsbilanz und den Einzelbilanzen der drei Stammspielerinnen eingerechnet.

### 10. Spanien
| Platz | Land                         | G | R | V | Brettp. | Mannschaftsp. |
| ----- | ---------------------------- | - | - | - | ------- | ------------- |
| 10    | Spanien                      | 6 | 2 | 6 | 23      | 14            |
| Brett | Spielerin                    | G | R | V | Punkte  | Partien       |
| 1     | Nieves García Vicente        | 5 | 7 | 1 | 8,5     | 13            |
| 2     | María del Pino García Padron | 4 | 5 | 2 | 6,5     | 11            |
| 3     | Julia Gallego Eraso          | 3 | 2 | 5 | 4       | 10            |
| R     | Pepita Ferrer Lucas          | 4 | 0 | 4 | 4       | 8             |

### 11. England
| Platz | Land           | G | R | V | Brettp. | Mannschaftsp. |
| ----- | -------------- | - | - | - | ------- | ------------- |
| 11    | England        | 5 | 4 | 5 | 23      | 14            |
| Brett | Spielerin      | G | R | V | Punkte  | Partien       |
| 1     | Jana Miles     | 5 | 8 | 1 | 9       | 14            |
| 2     | Sheila Jackson | 7 | 3 | 2 | 8,5     | 12            |
| 3     | Carey Groves   | 2 | 3 | 4 | 3,5     | 9             |
| R     | Teresa Needham | 2 | 0 | 5 | 2       | 7             |

### 12. Jugoslawien
| Platz | Land              | G | R | V | Brettp. | Mannschaftsp. |
| ----- | ----------------- | - | - | - | ------- | ------------- |
| 12    | Jugoslawien       | 7 | 2 | 5 | 23      | 16            |
| Brett | Spielerin         | G | R | V | Punkte  | Partien       |
| 1     | Milunka Lazarević | 4 | 3 | 4 | 5,5     | 11            |
| 2     | Zorica Nikolin    | 3 | 4 | 3 | 5       | 10            |
| 3     | Suzana Maksimović | 5 | 4 | 3 | 7       | 12            |
| R     | Vlasta Maček      | 3 | 5 | 1 | 5,5     | 9             |

### 13. Frankreich
| Platz | Land               | G | R | V | Brettp. | Mannschaftsp. |
| ----- | ------------------ | - | - | - | ------- | ------------- |
| 13    | Frankreich         | 7 | 2 | 5 | 23      | 16            |
| Brett | Spielerin          | G | R | V | Punkte  | Partien       |
| 1     | Nicole Tagnon      | 5 | 4 | 4 | 7       | 13            |
| 2     | Monique Ruck-Petit | 3 | 1 | 5 | 3,5     | 9             |
| 3     | Julia Lebel-Arias  | 5 | 2 | 1 | 6       | 8             |
| R     | Nina Boulongne     | 6 | 1 | 5 | 6,5     | 12            |

### 14. Bulgarien
| Platz | Land                 | G | R | V | Brettp. | Mannschaftsp. |
| ----- | -------------------- | - | - | - | ------- | ------------- |
| 14    | Bulgarien            | 7 | 2 | 5 | 22,5    | 16            |
| Brett | Spielerin            | G | R | V | Punkte  | Partien       |
| 1     | Tatjana Lematschko   | 4 | 2 | 4 | 5       | 10            |
| 2     | Rumjana Bojadschiewa | 4 | 4 | 3 | 6       | 11            |
| 3     | Margarita Wojska     | 3 | 5 | 3 | 5,5     | 11            |
| R     | Pawlina Angelowa     | 5 | 2 | 3 | 6       | 10            |

### 15. Kolumbien
| Platz | Land                       | G | R | V | Brettp. | Mannschaftsp. |
| ----- | -------------------------- | - | - | - | ------- | ------------- |
| 15    | Kolumbien                  | 6 | 3 | 5 | 22,5    | 15            |
| Brett | Spielerin                  | G | R | V | Punkte  | Partien       |
| 1     | Ilse Guggenberger          | 4 | 4 | 4 | 6       | 12            |
| 2     | Adriana Salazar Varón      | 3 | 4 | 5 | 5       | 12            |
| 3     | Gloria Ines Maya de Alzate | 3 | 3 | 3 | 4,5     | 9             |
| R     | Teresa Leyva               | 5 | 4 | 0 | 7       | 9             |

### 16. Brasilien
| Platz | Land               | G | R | V | Brettp. | Mannschaftsp. |
| ----- | ------------------ | - | - | - | ------- | ------------- |
| 16    | Brasilien          | 5 | 5 | 4 | 22,5    | 15            |
| Brett | Spielerin          | G | R | V | Punkte  | Partien       |
| 1     | Jussara Chaves     | 5 | 5 | 2 | 7,5     | 12            |
| 2     | Regina Ribeiro     | 4 | 3 | 5 | 5,5     | 12            |
| 3     | Joara Chaves       | 6 | 2 | 4 | 7       | 12            |
| R     | Ruth Volgl Cardoso | 0 | 5 | 1 | 2,5     | 6             |

### 17. USA
| Platz | Land               | G | R | V | Brettp. | Mannschaftsp. |
| ----- | ------------------ | - | - | - | ------- | ------------- |
| 17    | Vereinigte Staaten | 6 | 1 | 7 | 22      | 13            |
| Brett | Spielerin          | G | R | V | Punkte  | Partien       |
| 1     | Diane Savereide    | 4 | 4 | 4 | 6       | 12            |
| 2     | Ruth Haring        | 4 | 1 | 5 | 4,5     | 10            |
| 3     | Diana Lanni        | 4 | 5 | 2 | 6,5     | 11            |
| R     | Rachel Crotto      | 4 | 2 | 3 | 5       | 9             |

### 18. Italien
| Platz | Land                  | G | R | V | Brettp. | Mannschaftsp. |
| ----- | --------------------- | - | - | - | ------- | ------------- |
| 18    | Italien               | 7 | 1 | 6 | 22      | 15            |
| Brett | Spielerin             | G | R | V | Punkte  | Partien       |
| 1     | Barbara Pernici       | 9 | 1 | 2 | 9,5     | 12            |
| 2     | Rosaria Iacono        | 4 | 3 | 3 | 5,5     | 10            |
| 3     | Annamaria Deghenghi   | 3 | 3 | 4 | 4,5     | 10            |
| R     | Anna Maria Moscatello | 1 | 3 | 6 | 2,5     | 10            |

### 19. Kanada
| Platz | Land             | G | R | V | Brettp. | Mannschaftsp. |
| ----- | ---------------- | - | - | - | ------- | ------------- |
| 19    | Kanada           | 6 | 3 | 5 | 22      | 15            |
| Brett | Spielerin        | G | R | V | Punkte  | Partien       |
| 1     | Nava Shterenberg | 7 | 4 | 1 | 9       | 12            |
| 2     | Céline Roos      | 4 | 5 | 3 | 6,5     | 12            |
| 3     | Vesma Baltgailis | 2 | 3 | 5 | 3,5     | 10            |
| R     | Diane Mongeau    | 3 | 0 | 5 | 3       | 8             |

### 20. Mongolei
| Platz | Land                 | G | R | V | Brettp. | Mannschaftsp. |
| ----- | -------------------- | - | - | - | ------- | ------------- |
| 20    | Mongolei             | 7 | 1 | 6 | 22      | 15            |
| Brett | Spielerin            | G | R | V | Punkte  | Partien       |
| 1     | Ganginchugin Hulgana | 4 | 5 | 5 | 6,5     | 14            |
| 2     | Purevdorj Büjinlkham | 6 | 3 | 5 | 7,5     | 14            |
| 3     | Shirchin Battsengel  | 7 | 2 | 5 | 8       | 14            |

### 21. Australien
| Platz | Land              | G | R | V | Brettp. | Mannschaftsp. |
| ----- | ----------------- | - | - | - | ------- | ------------- |
| 21    | Australien        | 6 | 2 | 6 | 22      | 14            |
| Brett | Spielerin         | G | R | V | Punkte  | Partien       |
| 1     | Anne Slavotinek   | 5 | 1 | 5 | 5,5     | 11            |
| 2     | Anne Martin       | 6 | 2 | 3 | 7       | 11            |
| 3     | Jill Clementi     | 4 | 1 | 5 | 4,5     | 10            |
| R     | Catherine Travers | 3 | 4 | 3 | 5       | 10            |

### 22. Griechenland
| Platz | Land           | G | R | V | Brettp. | Mannschaftsp. |
| ----- | -------------- | - | - | - | ------- | ------------- |
| 22    | Griechenland   | 5 | 3 | 5 | 22      | 15            |
| Brett | Spielerin      | G | R | V | Punkte  | Partien       |
| 1     | Katerina Nika  | 4 | 2 | 4 | 5       | 10            |
| 2     | Eva Kondou     | 6 | 0 | 5 | 6       | 11            |
| 3     | Martha Firigou | 4 | 2 | 3 | 5       | 9             |
| R     | K. Mihailidou  | 3 | 3 | 3 | 4,5     | 9             |

Die Mannschaft erhielt in der zehnten Runde ein Freilos, welches mit zwei Mannschafts- und 1,5 Brettpunkten bewertet wurde.

### 23. Argentinien
| Platz | Land               | G | R | V | Brettp. | Mannschaftsp. |
| ----- | ------------------ | - | - | - | ------- | ------------- |
| 23    | Argentinien        | 6 | 2 | 6 | 21,5    | 14            |
| Brett | Spielerin          | G | R | V | Punkte  | Partien       |
| 1     | Edith Soppe        | 6 | 4 | 3 | 8       | 13            |
| 2     | Virginia Justo     | 4 | 4 | 4 | 6       | 12            |
| 3     | Liliana Burijovich | 4 | 3 | 4 | 5,5     | 11            |
| R     | Marina Rizzo       | 2 | 0 | 4 | 2       | 6             |

### 24. Indonesien
| Platz | Land                  | G | R | V | Brettp. | Mannschaftsp. |
| ----- | --------------------- | - | - | - | ------- | ------------- |
| 24    | Indonesien            | 7 | 1 | 6 | 21,5    | 15            |
| Brett | Spielerin             | G | R | V | Punkte  | Partien       |
| 1     | Darmayanti Tamin      | 2 | 6 | 5 | 5       | 13            |
| 2     | Lindri Juni Wijayanti | 7 | 5 | 2 | 9,5     | 14            |
| 3     | Yati Mun              | 3 | 7 | 3 | 6,5     | 13            |
| R     | S. Punyanan           | 0 | 1 | 1 | 0,5     | 2             |

### 25. Island
| Platz | Land                      | G | R | V | Brettp. | Mannschaftsp. |
| ----- | ------------------------- | - | - | - | ------- | ------------- |
| 25    | Island                    | 7 | 3 | 4 | 21      | 17            |
| Brett | Spielerin                 | G | R | V | Punkte  | Partien       |
| 1     | Guðlaug Þorsteinsdóttir   | 6 | 3 | 2 | 7,5     | 11            |
| 2     | Ólöf Þráinsdóttir         | 2 | 2 | 5 | 3       | 9             |
| 3     | Sigurlaug Friðþjófsdóttir | 3 | 2 | 6 | 4       | 11            |
| R     | Áslaug Kristinsdóttir     | 5 | 3 | 3 | 6,5     | 11            |

### 26. Schweiz
| Platz | Land           | G | R | V | Brettp. | Mannschaftsp. |
| ----- | -------------- | - | - | - | ------- | ------------- |
| 26    | Schweiz        | 5 | 4 | 5 | 21      | 14            |
| Brett | Spielerin      | G | R | V | Punkte  | Partien       |
| 1     | Vanda Veprek   | 3 | 3 | 4 | 4,5     | 10            |
| 2     | Christa Bürgin | 3 | 5 | 3 | 5,5     | 11            |
| 3     | Claude Baumann | 3 | 4 | 3 | 5       | 10            |
| R     | Maria Steiner  | 3 | 6 | 2 | 6       | 11            |

### 27. Philippinen
| Platz | Land              | G | R | V | Brettp. | Mannschaftsp. |
| ----- | ----------------- | - | - | - | ------- | ------------- |
| 27    | Philippinen       | 6 | 1 | 7 | 21      | 13            |
| Brett | Spielerin         | G | R | V | Punkte  | Partien       |
| 1     | Ermenia Cartel    | 4 | 2 | 8 | 5       | 14            |
| 2     | Girmie Fontanilla | 6 | 5 | 3 | 8,5     | 14            |
| 3     | Helen Palacios    | 6 | 3 | 5 | 7,5     | 14            |

### 28. Neuseeland
| Platz | Land            | G | R | V | Brettp. | Mannschaftsp. |
| ----- | --------------- | - | - | - | ------- | ------------- |
| 28    | Neuseeland      | 5 | 2 | 6 | 21      | 14            |
| Brett | Spielerin       | G | R | V | Punkte  | Partien       |
| 1     | Winsome Stretch | 4 | 4 | 3 | 6       | 11            |
| 2     | Vivian Burndred | 4 | 2 | 4 | 5       | 10            |
| 3     | Lynne Martin    | 2 | 1 | 5 | 2,5     | 8             |
| R     | Jackie Sievey   | 6 | 0 | 4 | 6       | 10            |

Die Mannschaft erhielt in der achten Runde ein Freilos, welches mit zwei Mannschafts- und 1,5 Brettpunkten bewertet wurde.

### 29. Österreich
| Platz | Land               | G | R | V | Brettp. | Mannschaftsp. |
| ----- | ------------------ | - | - | - | ------- | ------------- |
| 29    | Österreich         | 6 | 2 | 6 | 20,5    | 14            |
| Brett | Spielerin          | G | R | V | Punkte  | Partien       |
| 1     | Margit Hennings    | 5 | 3 | 5 | 6,5     | 13            |
| 2     | Alfreda Hausner    | 5 | 5 | 3 | 7,5     | 13            |
| 3     | Maria Dür          | 4 | 5 | 4 | 6,5     | 13            |
| R     | Ingeborg Kattinger | 0 | 0 | 3 | 0       | 3             |

### 30. Israel
| Platz | Land           | G  | R | V | Brettp. | Mannschaftsp. |
| ----- | -------------- | -- | - | - | ------- | ------------- |
| 30    | Israel         | 07 | 2 | 5 | 20,5    | 16            |
| Brett | Spielerin      | G  | R | V | Punkte  | Partien       |
| 1     | Lena Glaz      | 10 | 0 | 4 | 10      | 14            |
| 2     | Malka Schwartz | 01 | 2 | 4 | 2       | 7             |
| 3     | Lidia Gal      | 02 | 4 | 3 | 4       | 9             |
| R     | A. Inbar       | 02 | 5 | 5 | 4,5     | 12            |

### 31. Schottland
| Platz | Land            | G | R | V | Brettp. | Mannschaftsp. |
| ----- | --------------- | - | - | - | ------- | ------------- |
| 31    | Schottland      | 5 | 3 | 6 | 20,5    | 13            |
| Brett | Spielerin       | G | R | V | Punkte  | Partien       |
| 1     | Helen Milligan  | 5 | 4 | 2 | 7       | 11            |
| 2     | Alison Condie   | 2 | 6 | 3 | 5       | 11            |
| 3     | Kathleen Hindle | 3 | 3 | 4 | 4,5     | 10            |
| R     | Lynne Morrison  | 2 | 4 | 4 | 4       | 10            |

### 32. Finnland
| Platz | Land                | G | R | V | Brettp. | Mannschaftsp. |
| ----- | ------------------- | - | - | - | ------- | ------------- |
| 32    | Finnland            | 6 | 1 | 7 | 20,5    | 13            |
| Brett | Spielerin           | G | R | V | Punkte  | Partien       |
| 1     | Sirkka-Liisa Landry | 2 | 3 | 5 | 3,5     | 10            |
| 2     | Leena Laitinen      | 2 | 3 | 6 | 3,5     | 11            |
| 3     | Pirkko Pihlajamäki  | 5 | 2 | 3 | 6       | 10            |
| R     | Aulikki Ristoja     | 7 | 1 | 3 | 7,5     | 11            |

### 33. Mexiko
| Platz | Land           | G | R | V | Brettp. | Mannschaftsp. |
| ----- | -------------- | - | - | - | ------- | ------------- |
| 33    | Mexiko         | 5 | 0 | 8 | 20,5    | 12            |
| Brett | Spielerin      | G | R | V | Punkte  | Partien       |
| 1     | Hilda Acevedo  | 6 | 3 | 4 | 7,5     | 13            |
| 2     | Norma Carvajal | 4 | 6 | 3 | 7       | 13            |
| 3     | Tayde Salazar  | 2 | 5 | 6 | 4,5     | 13            |

Die Mannschaft erhielt in der vorletzten Runde ein Freilos, welches mit zwei Mannschafts- und 1,5 Brettpunkten bewertet wurde.

### 34. Belgien
| Platz | Land               | G | R | V | Brettp. | Mannschaftsp. |
| ----- | ------------------ | - | - | - | ------- | ------------- |
| 34    | Belgien            | 5 | 1 | 7 | 20      | 13            |
| Brett | Spielerin          | G | R | V | Punkte  | Partien       |
| 1     | Brenda Decorte     | 2 | 5 | 3 | 4,5     | 10            |
| 2     | Annie Careme       | 2 | 1 | 6 | 2,5     | 9             |
| 3     | Martina Schumacher | 4 | 4 | 2 | 6       | 10            |
| R     | Ilona Maseyczik    | 5 | 1 | 4 | 5,5     | 10            |

Die Mannschaft erhielt in der fünften Runde ein Freilos, welches mit zwei Mannschafts- und 1,5 Brettpunkten bewertet wurde.

### 35. Japan
| Platz | Land            | G | R | V | Brettp. | Mannschaftsp. |
| ----- | --------------- | - | - | - | ------- | ------------- |
| 35    | Japan           | 6 | 2 | 6 | 19,5    | 14            |
| Brett | Spielerin       | G | R | V | Punkte  | Partien       |
| 1     | Naoko Takahashi | 4 | 2 | 7 | 5       | 13            |
| 2     | Miyoko Watai    | 2 | 8 | 3 | 6       | 13            |
| 3     | Emiko Nakagawa  | 5 | 4 | 3 | 7       | 12            |
| R     | Kyoko Kamijima  | 1 | 1 | 2 | 1,5     | 4             |

### Schweiz B
| Platz | Land                | G | R | V | Brettp. | Mannschaftsp. |
| ----- | ------------------- | - | - | - | ------- | ------------- |
| -     | Schweiz B           | 5 | 1 | 8 | 19,5    | 11            |
| Brett | Spielerin           | G | R | V | Punkte  | Partien       |
| 1     | Ursula Küng         | 2 | 5 | 5 | 4,5     | 12            |
| 2     | Theresa Leu         | 7 | 0 | 5 | 7       | 12            |
| 3     | Silvia Schladetzky  | 4 | 2 | 5 | 5       | 11            |
| R     | Christine Eigenmann | 2 | 2 | 3 | 3       | 7             |

### 36. Türkei
| Platz | Land            | G | R | V | Brettp. | Mannschaftsp. |
| ----- | --------------- | - | - | - | ------- | ------------- |
| 36    | Türkei          | 5 | 2 | 6 | 19,5    | 14            |
| Brett | Spielerin       | G | R | V | Punkte  | Partien       |
| 1     | Gülümser Yılmaz | 5 | 1 | 6 | 5,5     | 12            |
| 2     | Joan Arbil      | 5 | 4 | 3 | 7       | 12            |
| 3     | Gülsevil Yılmaz | 3 | 3 | 5 | 4,5     | 11            |
| R     | Nimet Yardımcı  | 0 | 2 | 2 | 1       | 4             |

Die Mannschaft erhielt in der elften Runde ein Freilos, welches mit zwei Mannschafts- und 1,5 Brettpunkten bewertet wurde.

### 37. Venezuela
| Platz | Land                        | G | R | V | Brettp. | Mannschaftsp. |
| ----- | --------------------------- | - | - | - | ------- | ------------- |
| 37    | Venezuela                   | 5 | 1 | 7 | 19,5    | 13            |
| Brett | Spielerin                   | G | R | V | Punkte  | Partien       |
| 1     | Layde de Francisco          | 2 | 2 | 7 | 3       | 11            |
| 2     | Luz Estela Niño del Táchira | 6 | 3 | 3 | 7,5     | 12            |
| 3     | Carolina Delgado            | 4 | 3 | 4 | 5,5     | 11            |
| R     | Edelmira García La Rosa     | 2 | 0 | 3 | 2       | 5             |

Die Mannschaft erhielt in der zwölften Runde ein Freilos, welches mit zwei Mannschafts- und 1,5 Brettpunkten bewertet wurde.

### 38. Wales
| Platz | Land          | G | R | V | Brettp. | Mannschaftsp. |
| ----- | ------------- | - | - | - | ------- | ------------- |
| 38    | Wales         | 4 | 2 | 7 | 18,5    | 12            |
| Brett | Spielerin     | G | R | V | Punkte  | Partien       |
| 1     | Deborah Evans | 4 | 2 | 5 | 5       | 11            |
| 2     | Jane Anson    | 4 | 2 | 6 | 5       | 12            |
| 3     | Hazel Brunker | 2 | 1 | 3 | 2,5     | 6             |
| R     | Diane James   | 2 | 5 | 3 | 4,5     | 10            |

Die Mannschaft erhielt in der letzten Runde ein Freilos, welches mit zwei Mannschafts- und 1,5 Brettpunkten bewertet wurde.

### 39. Norwegen
| Platz | Land              | G | R | V | Brettp. | Mannschaftsp. |
| ----- | ----------------- | - | - | - | ------- | ------------- |
| 39    | Norwegen          | 5 | 2 | 6 | 18,5    | 14            |
| Brett | Spielerin         | G | R | V | Punkte  | Partien       |
| 1     | Mary Klingen      | 2 | 2 | 6 | 3       | 10            |
| 2     | Ingrid Dahl       | 2 | 5 | 3 | 4,5     | 10            |
| 3     | Trude Birkestrand | 4 | 3 | 3 | 5,5     | 10            |
| R     | Liv Trude Kumle   | 3 | 2 | 4 | 4       | 9             |

Die Mannschaft erhielt in der neunten Runde ein Freilos, welches mit zwei Mannschafts- und 1,5 Brettpunkten bewertet wurde.

### 40. Irland
| Platz | Land             | G | R | V | Brettp. | Mannschaftsp. |
| ----- | ---------------- | - | - | - | ------- | ------------- |
| 40    | Irland           | 4 | 3 | 6 | 18,5    | 13            |
| Brett | Spielerin        | G | R | V | Punkte  | Partien       |
| 1     | Suzanne Connolly | 5 | 4 | 4 | 7       | 13            |
| 2     | Gaye Martin      | 2 | 6 | 3 | 5       | 11            |
| 3     | Maeve Delaney    | 3 | 1 | 6 | 3,5     | 10            |
| R     | Moira Murphy     | 0 | 3 | 2 | 1,5     | 5             |

Die Mannschaft erhielt in der siebenten Runde ein Freilos, welches mit zwei Mannschafts- und 1,5 Brettpunkten bewertet wurde.

### 41. Ägypten
| Platz | Land                 | G | R | V | Brettp. | Mannschaftsp. |
| ----- | -------------------- | - | - | - | ------- | ------------- |
| 41    | Ägypten              | 4 | 0 | 9 | 16,5    | 10            |
| Brett | Spielerin            | G | R | V | Punkte  | Partien       |
| 1     | Faridah Basta Sohair | 3 | 2 | 7 | 4       | 12            |
| 2     | A. Samy Maha         | 4 | 2 | 6 | 5       | 12            |
| 3     | Hala Ibrahim         | 1 | 5 | 3 | 3,5     | 9             |
| R     | Nagwa Farag          | 2 | 1 | 3 | 2,5     | 6             |

Die Mannschaft erhielt in der sechsten Runde ein Freilos, welches mit zwei Mannschafts- und 1,5 Brettpunkten bewertet wurde.

### 42. Trinidad und Tobago
| Platz | Land                | G | R | V  | Brettp. | Mannschaftsp. |
| ----- | ------------------- | - | - | -- | ------- | ------------- |
| 42    | Trinidad und Tobago | 2 | 1 | 10 | 11,5    | 7             |
| Brett | Spielerin           | G | R | V  | Punkte  | Partien       |
| 1     | Ayodele Moheni      | 3 | 2 | 05 | 4       | 10            |
| 2     | Patricia Belmar     | 2 | 0 | 10 | 2       | 12            |
| 3     | Marylin Geofroy     | 3 | 2 | 08 | 4       | 13            |
| R     | Roslyn Geofroy      | 0 | 0 | 04 | 0       | 4             |

Die Mannschaft erhielt in der vierten Runde ein Freilos, welches mit zwei Mannschafts- und 1,5 Brettpunkten bewertet wurde.

### 43. Sambia
| Platz | Land           | G | R | V  | Brettp. | Mannschaftsp. |
| ----- | -------------- | - | - | -- | ------- | ------------- |
| 43    | Sambia         | 1 | 0 | 12 | 5,5     | 4             |
| Brett | Spielerin      | G | R | V  | Punkte  | Partien       |
| 1     | Etambuyu Mbuye | 2 | 1 | 10 | 2,5     | 13            |
| 2     | E. Mzyece      | 1 | 1 | 11 | 1,5     | 13            |
| 3     | Doris Mulenga  | 0 | 0 | 13 | 0       | 13            |

Die Mannschaft erhielt in der zweiten Runde ein Freilos, welches mit zwei Mannschafts- und 1,5 Brettpunkten bewertet wurde.

### 44. Amerikanische Jungferninseln
| Platz | Land                         | G | R | V  | Brettp. | Mannschaftsp. |
| ----- | ---------------------------- | - | - | -- | ------- | ------------- |
| 44    | Amerikanische Jungferninseln | 0 | 0 | 13 | 4       | 2             |
| Brett | Spielerin                    | G | R | V  | Punkte  | Partien       |
| 1     | Gail Widmer                  | 0 | 0 | 10 | 0       | 10            |
| 2     | Linda Anne Quenzel           | 1 | 0 | 09 | 1       | 10            |
| 3     | F. Jankowski                 | 0 | 0 | 09 | 0       | 9             |
| R     | N. Fodiaba                   | 1 | 1 | 08 | 1,5     | 10            |

Die Mannschaft erhielt in der dritten Runde ein Freilos, welches mit 2 Mannschafts- und 1,5 Brettpunkten bewertet wurde.